# Japanagromyza salicifolii
Japanagromyza salicifolii este o specie de muște din genul Japanagromyza, familia Agromyzidae, descrisă de Collin în anul 1911.
Este endemică în Egipt. Conform Catalogue of Life specia Japanagromyza salicifolii nu are subspecii cunoscute.